# Tarek Fetiti
Tarek Fetiti (arabe : طارق الفتيتي), né à Oueslatia, est un homme politique tunisien.

## Biographie
Après avoir obtenu son baccalauréat en 1990 au lycée secondaire de Haffouz, il décroche en 1996 une maîtrise en sciences économiques à la faculté de droit et des sciences économiques et politiques de Sousse.
En 1999, il entre au ministère de la Formation professionnelle et de l'Emploi comme gestionnaire puis assume les fonctions de sous-directeur et de directeur régional à Sidi Bouzid et Monastir.
En 2014, il est élu député à l'Assemblée des représentants du peuple dans la circonscription de Kairouan et se voit réélu en 2019 dans la même circonscription, devenant dans la foulée le deuxième vice-président de l'assemblée.
Le 30 mars 2022, 120 députés, sous la présidence du deuxième vice-président Tarek Fetiti, se réunissent lors d'une session virtuelle pour voter la fin des mesures d'exception en vigueur depuis le 25 juillet. Le jour même, Kaïs Saïed dissout le Parlement, ce qu'interdit pourtant la Constitution durant la période où l'état d'exception est appliqué, et menace les députés de poursuites judiciaires.